# Iwana Chronis
Iwana Chronis (Bussum, 1977) is een Nederlands actrice, die landelijke bekendheid verwierf met de rol van Reina de Zeeuw in de soap Onderweg naar Morgen. Zij zong net als haar broer Iason Chronis en haar zus Sarah Chronis bij Kinderen voor Kinderen.

## Levensverhaal
Chronis werd in 1977 geboren in Bussum. Haar vader, Jorgos Chronis, is een ontwerper van Griekse afkomst. Haar moeder is de Nederlandse actrice Adriënne Kleiweg. In het gezin waren drie kinderen, in volgorde van geboorte Iwana, Iason en Sarah. Chronis wilde in de voetsporen van haar moeder treden en schreef zich in bij castingbureau Harry Klooster. In dezelfde maand dat ze haar VWO-diploma behaalde, auditeerde ze voor de rol van Reina de Zeeuw in Onderweg naar Morgen. Chronis zou twee jaar lang gestalte geven aan het karakter. In 1997 verliet ze de serie en begon ze aan de opleiding Theater, Film en Televisie aan de Universiteit van Utrecht. Vijf jaar later behaalde ze haar master. Tussen 2003 en 2004 studeerde ze Social Theory aan de Universiteit van Melbourne.
Tussen 2005 en 2008 werkte Chronis als coördinator bij het Prins Claus Fonds. In 2008 maakte ze de overstap naar het Internationaal Film Festival Rotterdam, waar ze sindsdien werkzaam is als manager van het Hubert Bals Fonds. Dit fonds biedt ondersteuning aan speciale filmprojecten van filmmakers uit Azië, Afrika en Oost-Europa.